# Feldkirch (stad)
Feldkirch is een stad in de Oostenrijkse deelstaat Vorarlberg aan de grens met Zwitserland en Liechtenstein. Na Dornbirn is het qua populatie de grootste stad in de regio. Iets meer dan de hoofdstad Bregenz.

## Geschiedenis
Het middeleeuwse stadje, dat goed bewaard gebleven is, werd in 1218 als stad voor het eerst genoemd, nadat Hugo von Montfort de Schattenburg bouwde, een kasteel dat nog steeds het belangrijkste monument van Feldkirch is. Andere bezienswaardigheden in de stad zijn onder meer de kathedraal van St. Nikolaus uit de late gotische periode. Feldkirch was de geboorteplaats van Rheticus, en is momenteel de zetel van het rooms-katholieke bisdom Feldkirch. Van 1651-1773 en van 1856-1979 was Feldkirch de thuisbasis van de 'Society of Jesus' Stella Matutina.
In 2018 vierde de stad haar 800-jarig bestaan.

## Geografie
Feldkirch heeft een oppervlakte van 34,00 km². Het ligt in het westen van het land en grenst aan Zwitserland en Liechtenstein.

## Cultuur
Feldkirch heeft een van de best bewaarde middeleeuwse stadsgezichten van Vorarlberg. De stad werd in 1200 gebouwd en heeft een geometrisch roostersysteem. Rond 1500 werd de stadsmuur herbouwd, de stad bleef in de loop der eeuwen ongewijzigd.
De Katzenturm (kattentoren) of in de volksmond Dicker Turm (dikke toren) is een verdedigingstoren die in 1507 werd gebouwd aan de Hirschgraben van de stadsmuur. De 8 verdiepingen tellende ronde en 40 m hoge toren werd gebouwd als onderdeel van de stadsversterkingen onder het bewind van keizer Maximiliaan I van 1491 tot 1507. In de 17e eeuw werd de klokkenkamer voor de Katzenturmglocke (kattentorenklok) genaamd "Maria Rochus" gebouwd. De bel is de grootste in Vorarlberg(2022) en weegt 8,5 ton. De toren heeft een afbeelding van de Maagd Maria, gerestaureerd door Florus Scheel in de 19e eeuw. De oorsprong van de naam Katzenturm is tot op de dag van vandaag niet volledig opgehelderd. Een theorie is dat het zijn naam dankt aan de zware artillerie waarmee de versterkte toren destijds was uitgerust. Deze waren versierd met een leeuwenkop, in de volksmond een "kat" genoemd.
Het kasteel Schattenburg was tot 1390 de zetel van de graven van Montfort. De eerste bouwfase begon rond 1230 onder Hugo I van Montfort, de stichter van de stad. Onder graaf Friedrich von Toggenburg (1416–1436) en onder de Vogt Hans van Königsegg werden in de 15e eeuw uitbreidingen en verbouwingen van het kasteel Schattenburg gebouwd. Nadat de graven hun macht hadden verloren, werd het kasteel herhaaldelijk geveild, en zou het in 1813 zelfs worden afgebroken. Sinds 1825 is het kasteel eigendom van de stad Feldkirch, die het destijds voor 833 gulden verwierf. Het kasteel deed toen dienst als kazerne en later als onderkomen voor de armen. De bovenste verdiepingen herbergen een museum over lokale geschiedenis dat jaarlijks ongeveer 25.000 bezoekers trekt.
De Ruïnes van Tosters zijn de overblijfsel van een heuvelkasteel in de wijk Tosters. In een document uit 1271 worden de graven van Montfort-Feldkirch als eigenaren genoemd. In 1405 werd het kasteel verwoest door de Appenzeller-bevolking, maar drie jaar later werd het herbouwd. Uit gegevens uit 1616 blijkt dat het kasteel op dat moment een ruïne was. Aan het einde van de 19e eeuw werd ook het dak het slachtoffer van een zware storm. Het fabelachtige kasteel is het decor voor gedichten en verhalen.
Het Palais Liechtenstein werd in de huidige vorm na de stadsbrand van 1697 in de Schlossergasse nr. 8 gebouwd als kantoorgebouw in barokstijl voor de prins Johann Adam Andreas van Liechtenstein. In 1848 werd het eigendom van Andreas Ritter uit Tschavoll, destijds burgemeester en fabrikant van Feldkirch. De stad verwierf het paleis in 1967 en tegenwoordig wordt het gebouw gebruikt als tentoonstellingscentrum. Tegenwoordig is het de thuisbasis van de culturele raad, en ook de zetel van de stadsbibliotheek en het stadsarchief.

Het Montforthaus Feldkirch is een cultureel centrum in de middeleeuwse oude binnenstad van Feldkirch dat in 2015 geopend werd. In dit architectonisch moderne gebouw worden conventies, bals, beurzen, concerten, theatervoorstellingen en verzamelingen gehouden.

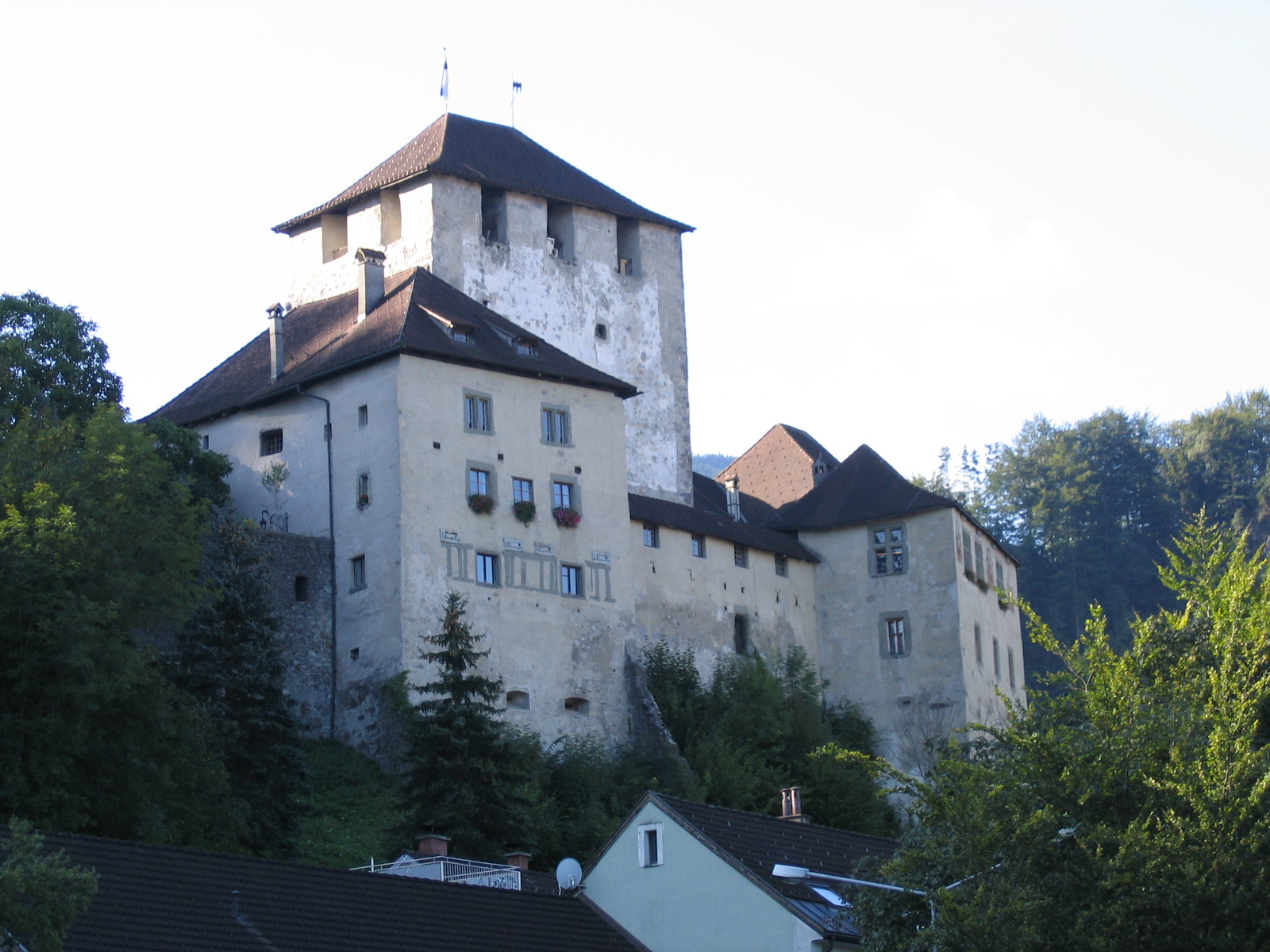
Het kasteel Schattenburg
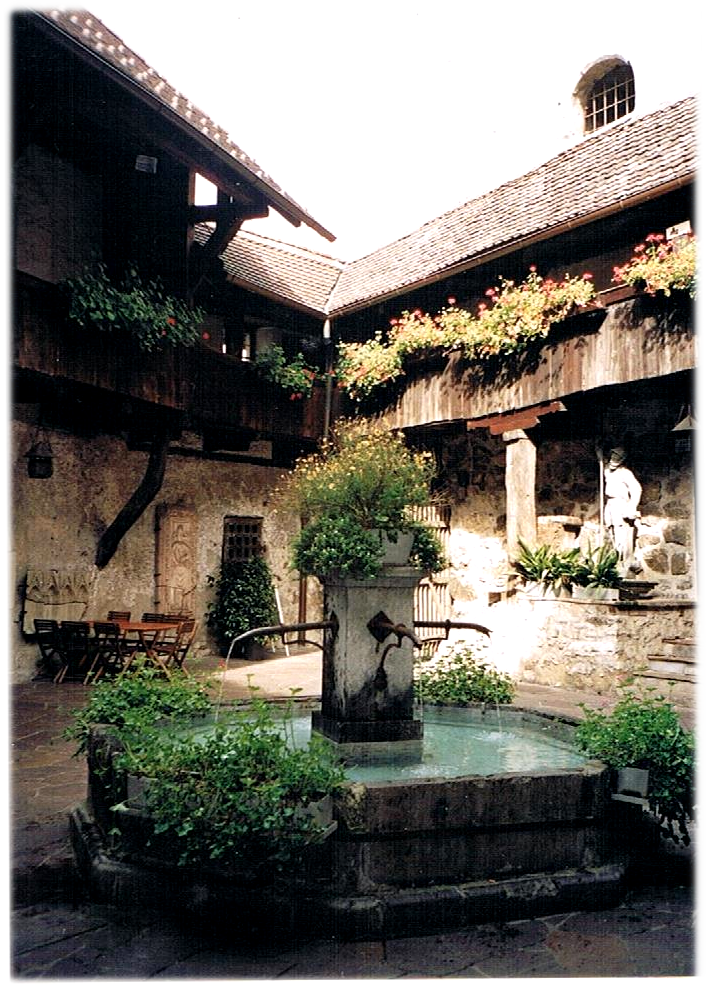
De binnenhof van de Schattenburg
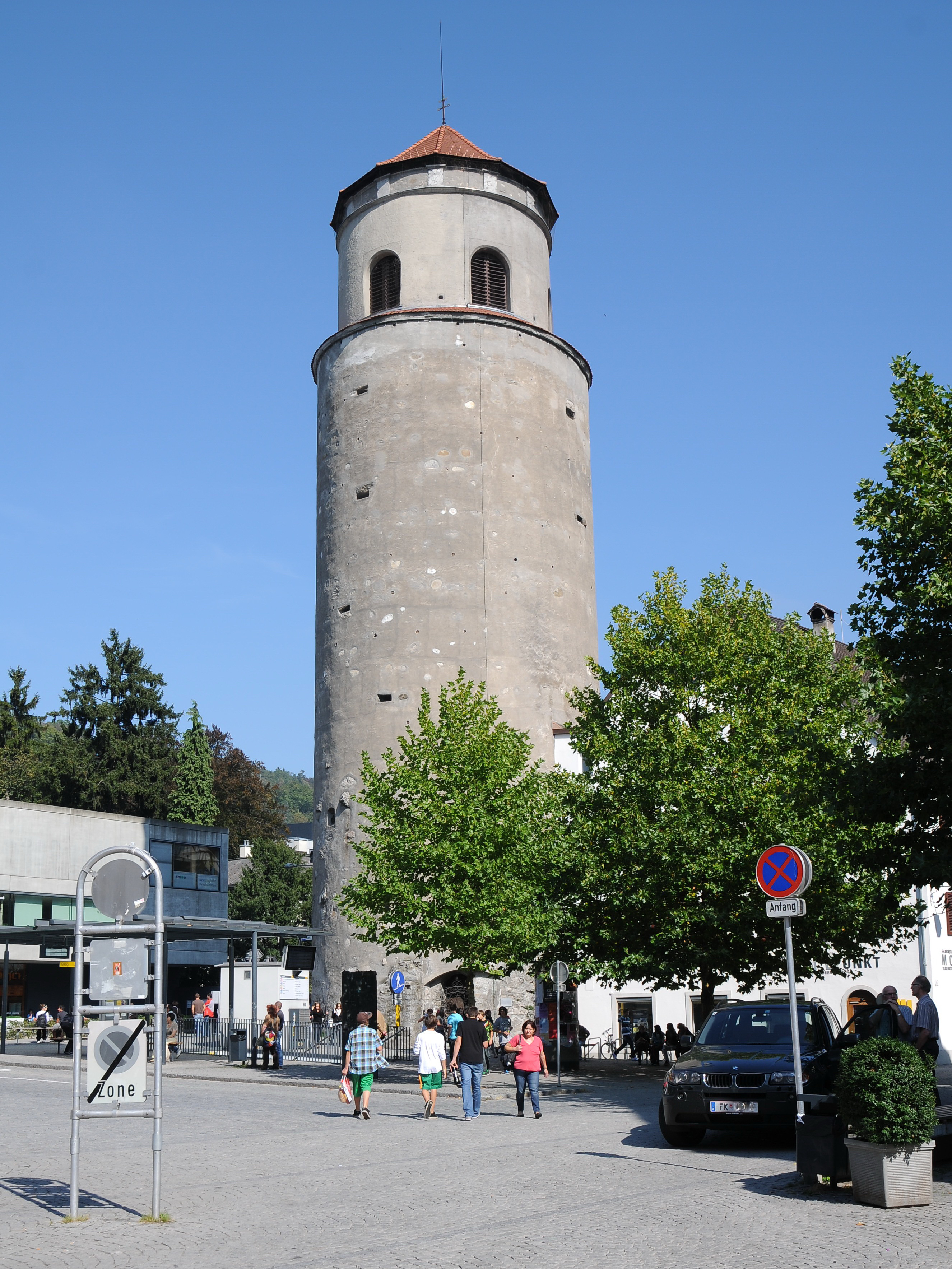
Katzenturm (cat tower) at the Hirschgraben
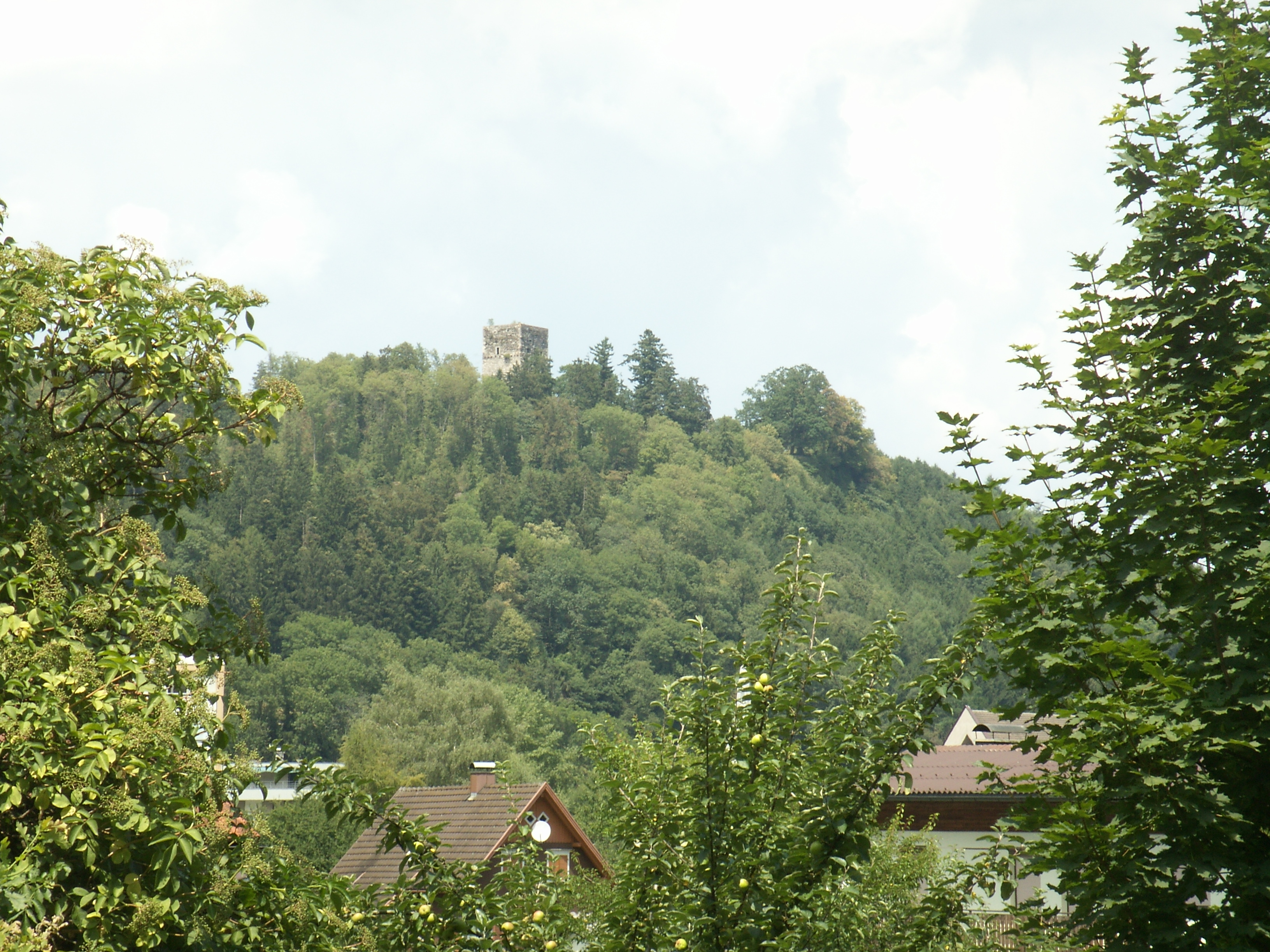
Ruïne Tosters
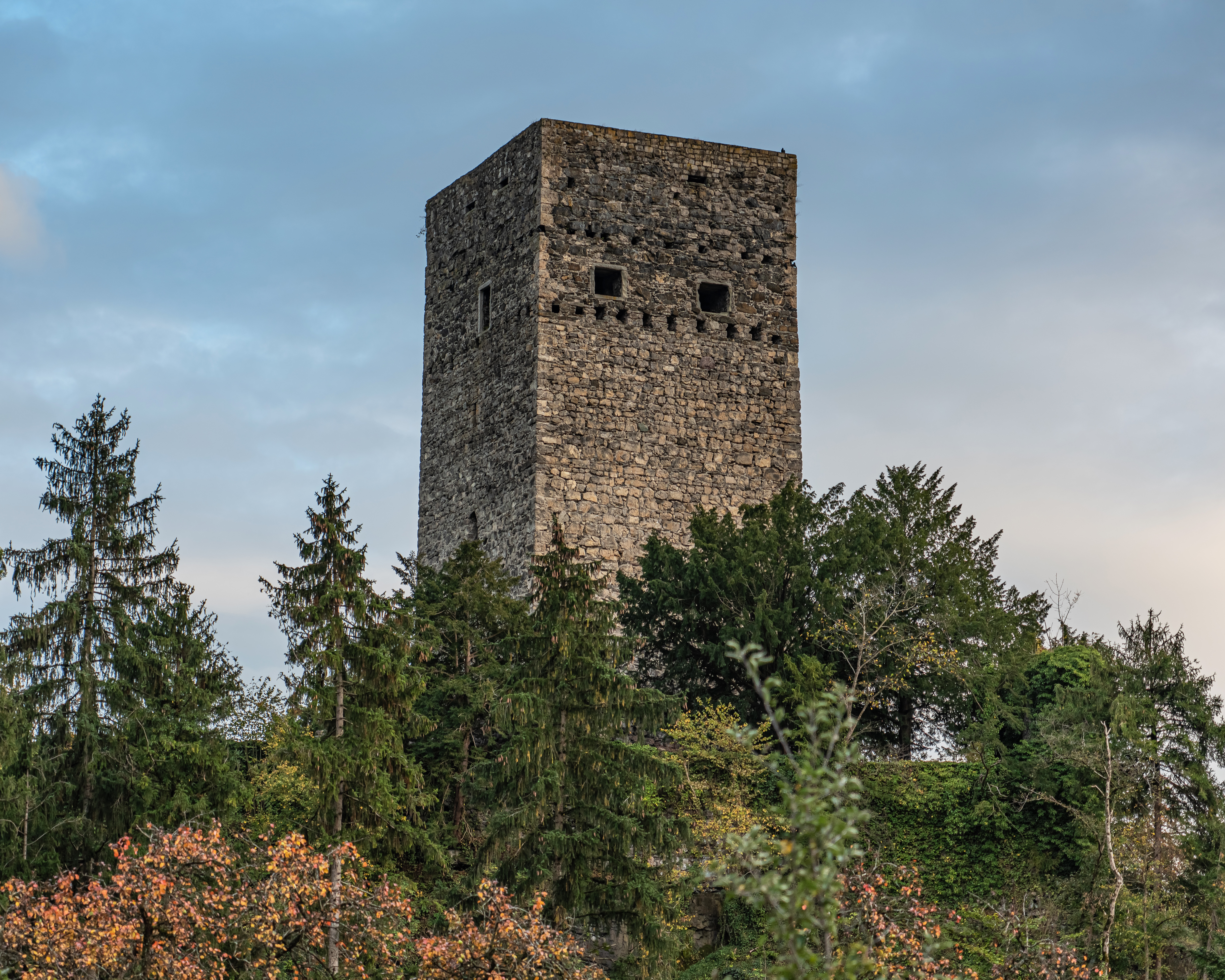
Ruïne Tosters
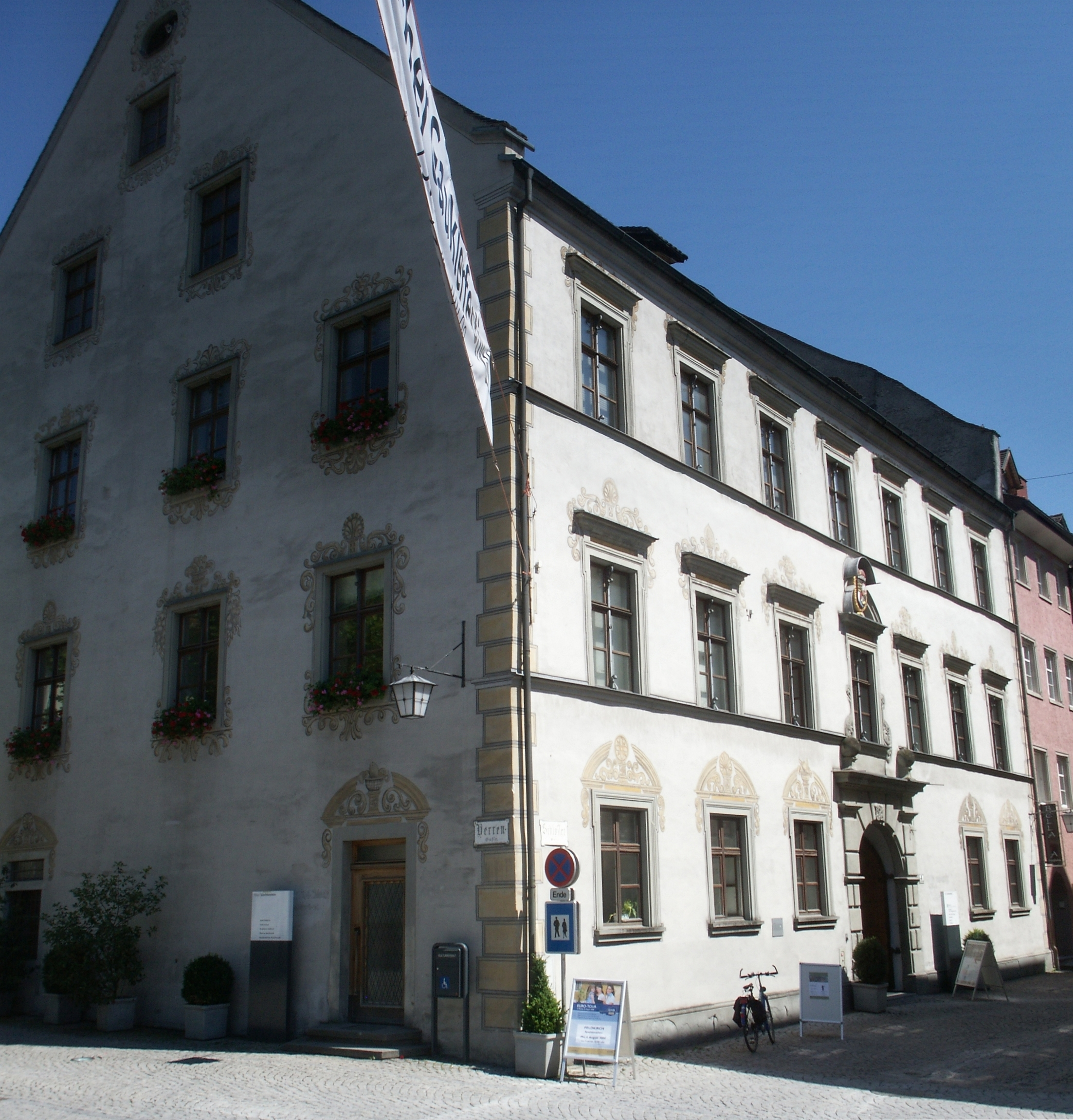
Het Palais Liechtenstein in Feldkirch in de Schlossergasse nr. 8
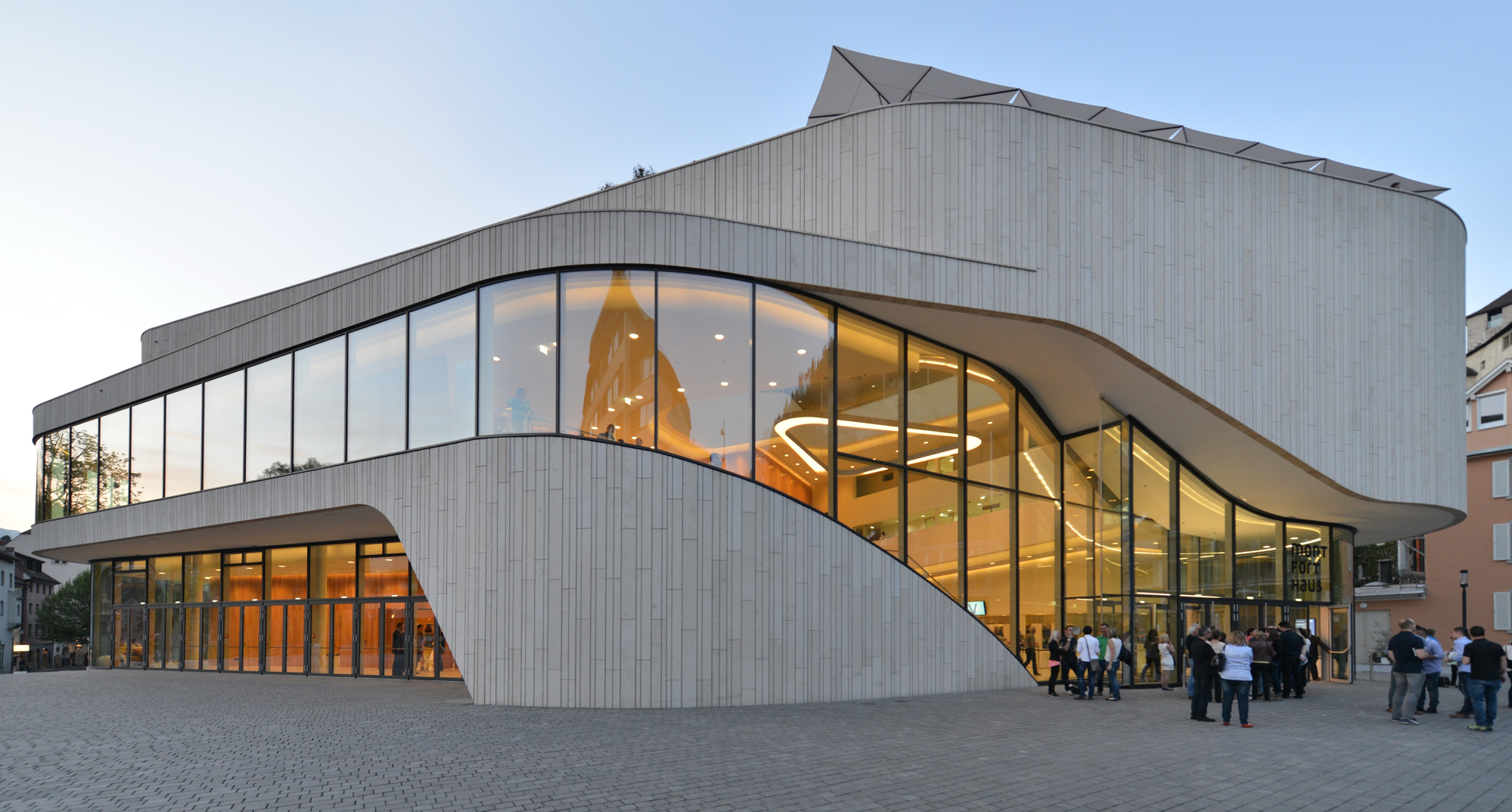
Het Montforthaus Feldkirch

### Evenementen
De Wochenmarkt Feldkirch is een markt in de Marktgasse in het stadscentrum. Op de markt worden verse streekproducten en specialiteiten zoals Vorarlberger Käse aangeboden. Het is twee dagen per week geopend.
De Montforter Zwischentöne is een interdisciplinair festival dat drie keer per jaar plaatsvindt. Elke serie is gebaseerd op een specifiek onderwerp dat artistiek en dramaturgisch wordt geïnterpreteerd zonder genre-georiënteerde grenzen. Er zijn bijdragen op het gebied van muziek, poëzie, architectuur, wetenschap, dans enz. Het festival behandelt kwesties van sociale en persoonlijke ontwikkeling ter plaatse en geeft een impuls aan stedelijke en regionale ontwikkeling.
Het Poolbar Festival is een muziek- en cultureel festival. Het wordt jaarlijks gehouden in juli en augustus en trekt ongeveer 20.000 bezoekers. Het festival omvat muziek, tentoonstellingen, poetryslams, mode en een architectuurprijs. Het werd voor het eerst gehouden in 1994 als een culturele zomeracademie en verschilt qua organisatie en uitvoering van landschap en architectuur sterk van andere openluchtevenementen.
De POTENTIALe Feldkirch (voorheen 'ArtDesign Feldkirch') is een kunstbeurs en festival waar zo'n 110 exposanten hun producten en ideeën presenteren. Naast een vintagemarkt zijn er workshops en discussiegroepen, een designlaboratorium, fototentoonstellingen en worden er muziek en films gepresenteerd. Het doel van het festival is om een netwerk van kunstenaars, ambachtslieden en klanten op te zetten die de gemeenschappelijke visie van duurzaam design delen.

Het lichtkunstfestival Lichtstadt Feldkirch laat internationale kunstenaars de stad Feldkirch vullen met lichtobjecten, projecties en sculpturen. De eerste editie vond plaats in 2018 en trok 30.000 bezoekers. Het festival vindt om de twee jaar plaats.

De marktplaats van Feldkirch
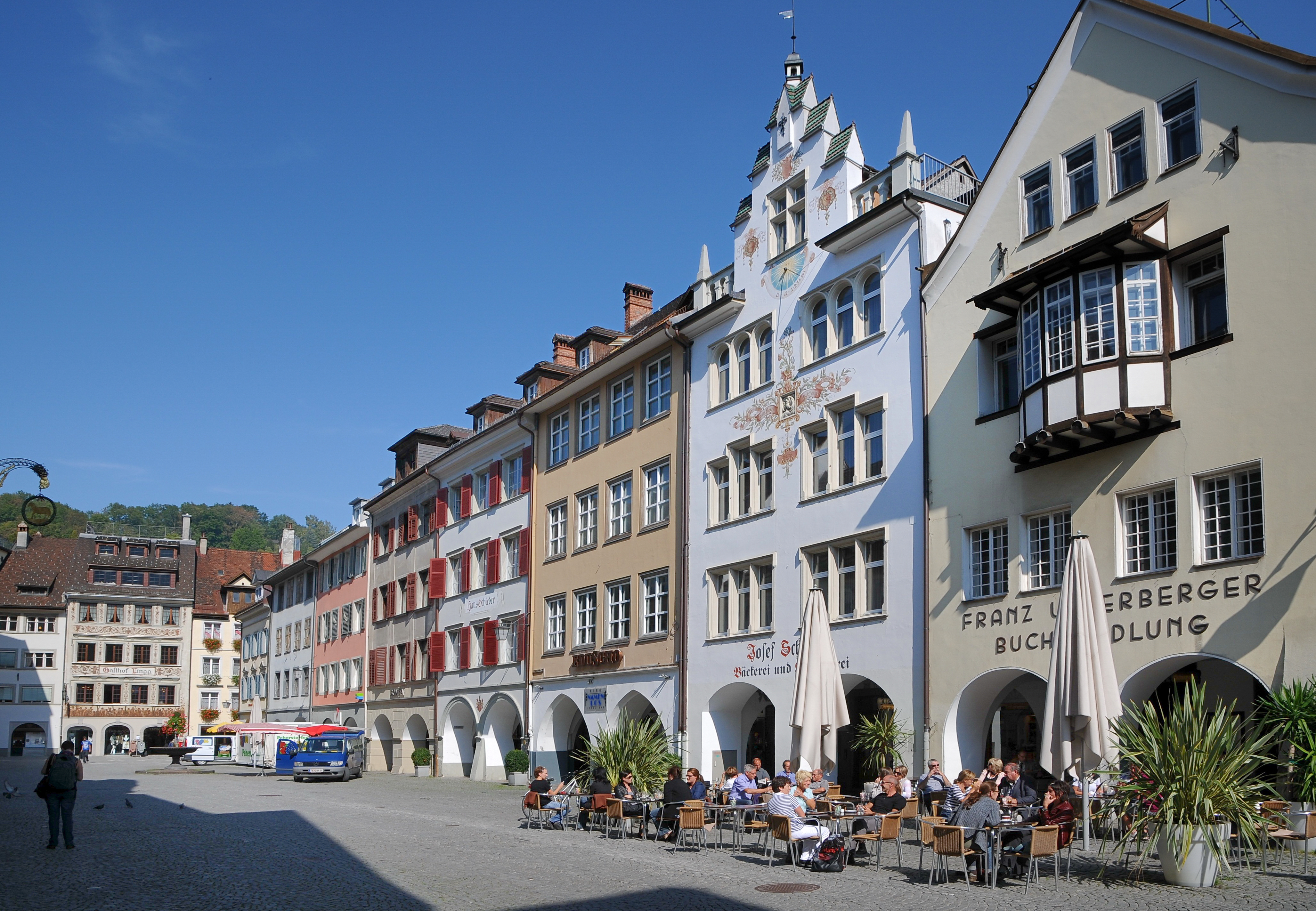
De huizen op de marktplaats
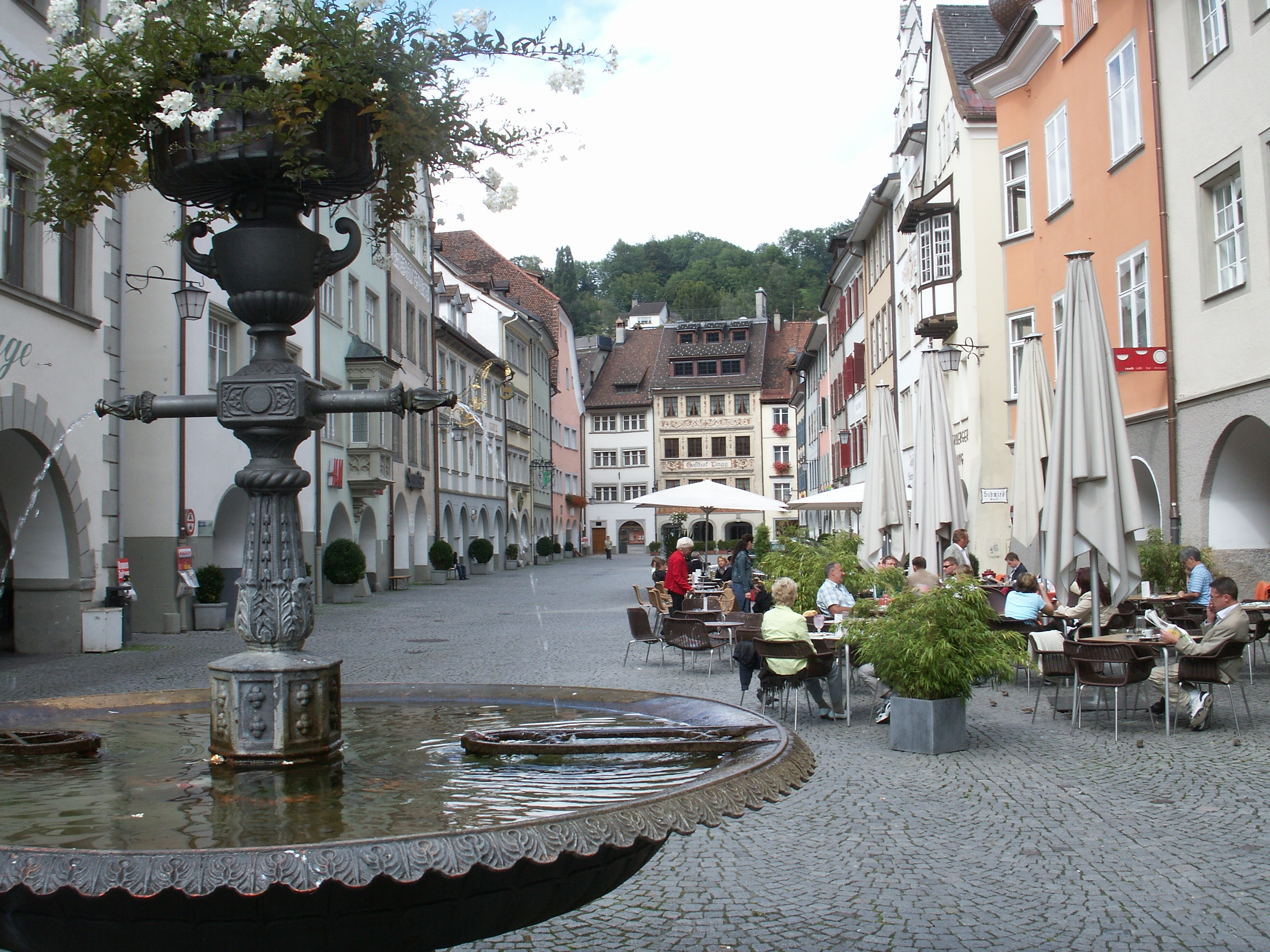
Cafés op the marktplaats
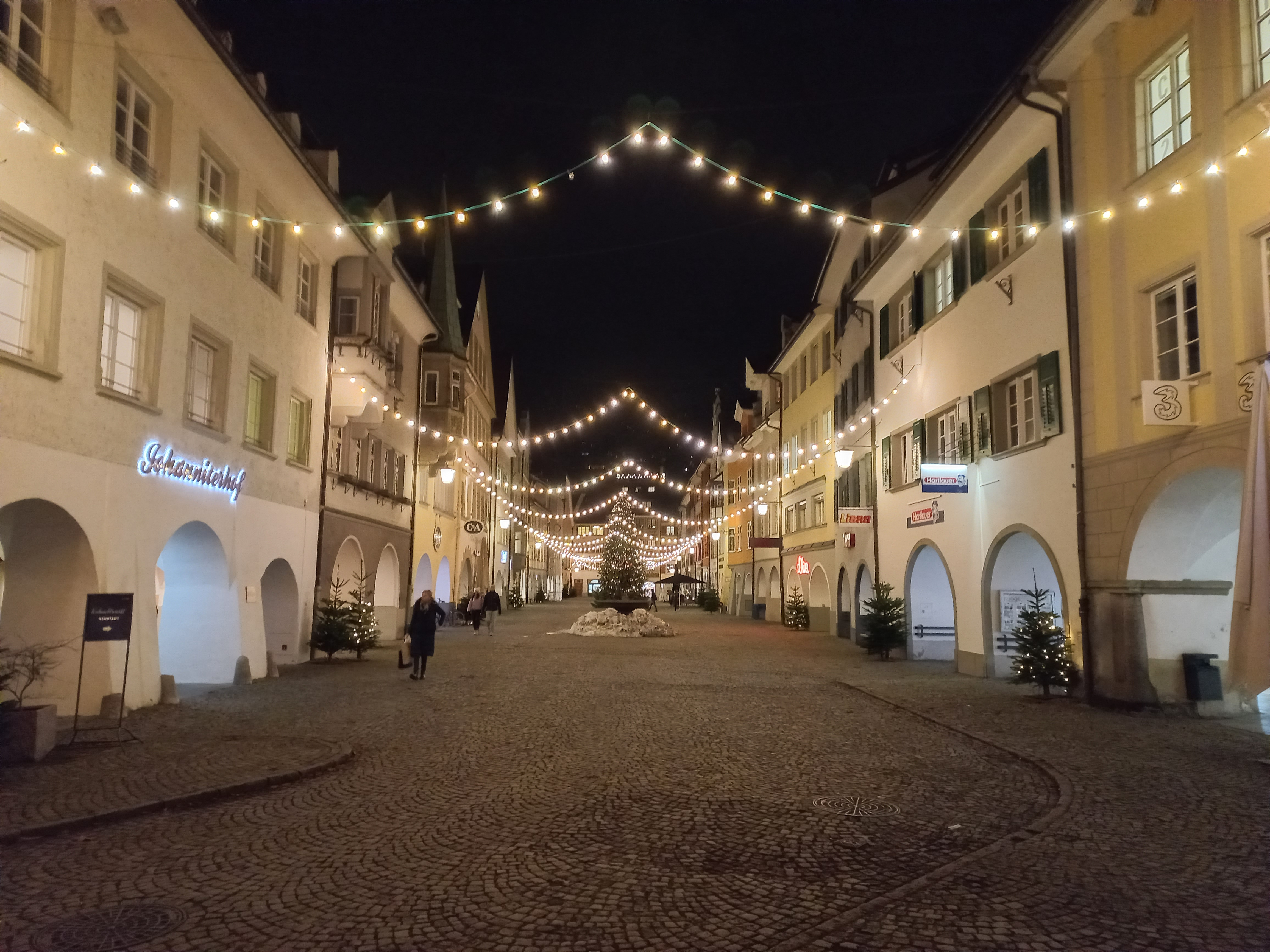
De marktplaats in de winter
Wekelijkse markt in de Marktgasse

### Feldkirch en James Joyce
De Ierse schrijver James Joyce is onlosmakelijk verbonden met de stad Feldkirch. In de Eerste Wereldoorlog werd Joyce aangezien voor een spion bij de grenscontrole in Feldkirch in 1915 en bijna gearresteerd. Dankzij invloedrijke vrienden werd hij beschouwd als een "vriendelijke buitenlander". De Ier zag deze gebeurtenis op het treinstation als noodlottig. Vervolgens beïnvloedde het boek Ulysses. In de zomer van 1932 bracht de vriendschap met het uitgeversechtpaar Maria en Eugene Jolas de schrijver terug naar Feldkirch, waar hij enkele weken verbleef in Hotel Löwen en werkte aan Finnegans Wake (gepubliceerd in 1939). Tijdens dit verblijf zei Joyce zelf dat Ulysses (1922) onlosmakelijk verbonden was met Feldkirch: "Over there, on those tracks, the fate of 'Ulysses' was decided in 1915." (Daar, op die sporen, werd in 1915 het lot van 'Ulysses' beslist.)

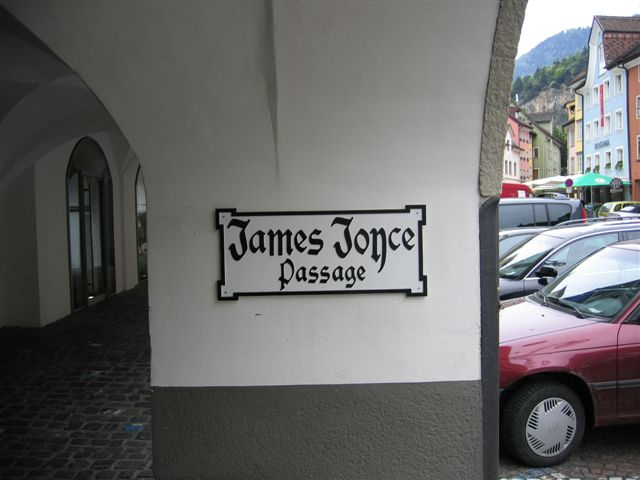
Officieel straatnaambord: "James Joyce Passage"
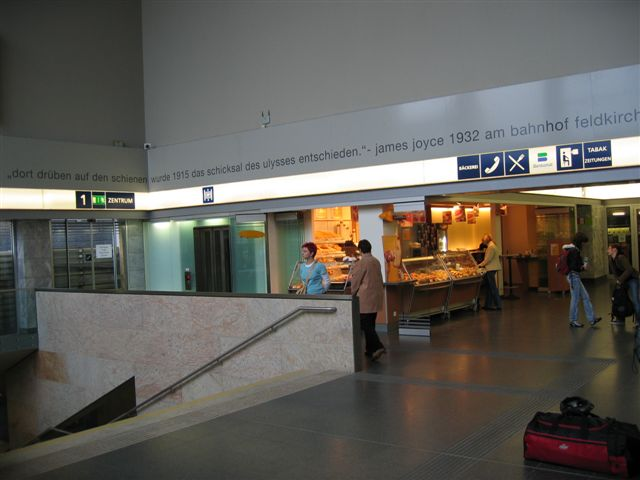
James Joyce citatiebalk in de hal van het treinstation van Feldkirch

## Geboren
- Wolf Huber (1485-1553), kunstschilder, tekenaar, houtsnijder en architect
- Georg Joachim von Lauchen (1514-1574), wiskundige, cartograaf, instrumentmaker, medicus en leraar
- Dejan Panovski (1968), schrijver en politicus
- Philipp Oswald (1986), tennisser
- Kerim Frei Koyunlu (1993), Turks-Zwitsers voetballer
- Marcel Büchel (1991), Liechtensteins voetballer
- Daniel Maderner (1995), voetballer
- Katharina Liensberger (1997), alpineskiester
- Eileen Campbell (2000), voetbalster

Altach · Düns · Dünserberg · Feldkirch · Frastanz · Fraxern · Göfis · Götzis · Klaus · Koblach · Laterns · Mäder · Meiningen · Rankweil · Röns · Röthis · Satteins · Schlins · Schnifis · Sulz · Übersaxen · Viktorsberg · Weiler · Zwischenwasser
- Bibliothèque nationale de France: cb12117448m (data)
- Gemeinsame Normdatei: 4016680-6
- Historisch woordenboek van Zwitserland: 007055
- Library of Congress Control Number: n85036076
- MusicBrainz: dc6bb65d-801a-4d5d-9437-0fa68daaa172
- Nationale Bibliotheek van Tsjechië: ge847184
- Nationale Bibliotheek van Israël: 987007564637505171
- Virtual International Authority File: 151329264